# Sphaerodoropsis baltica
Sphaerodoropsis baltica är en ringmaskart som först beskrevs av Hermann Johann O. Reimers 1933.  Sphaerodoropsis baltica ingår i släktet Sphaerodoropsis och familjen Sphaerodoridae. Arten är reproducerande i Sverige. Inga underarter finns listade i Catalogue of Life.